# Franz Karl Coudenhove
Franz Karl Graf von Coudenhove (* 19. Februar 1825 in Wien; † 16. Juni 1893 in Ottensheim, Österreich ob der Enns) war ein österreichischer Diplomat, Großgrundbesitzer und Politiker. Er war ab 1881 Mitglied des Herrenhauses auf Lebenszeit.

## Biografie

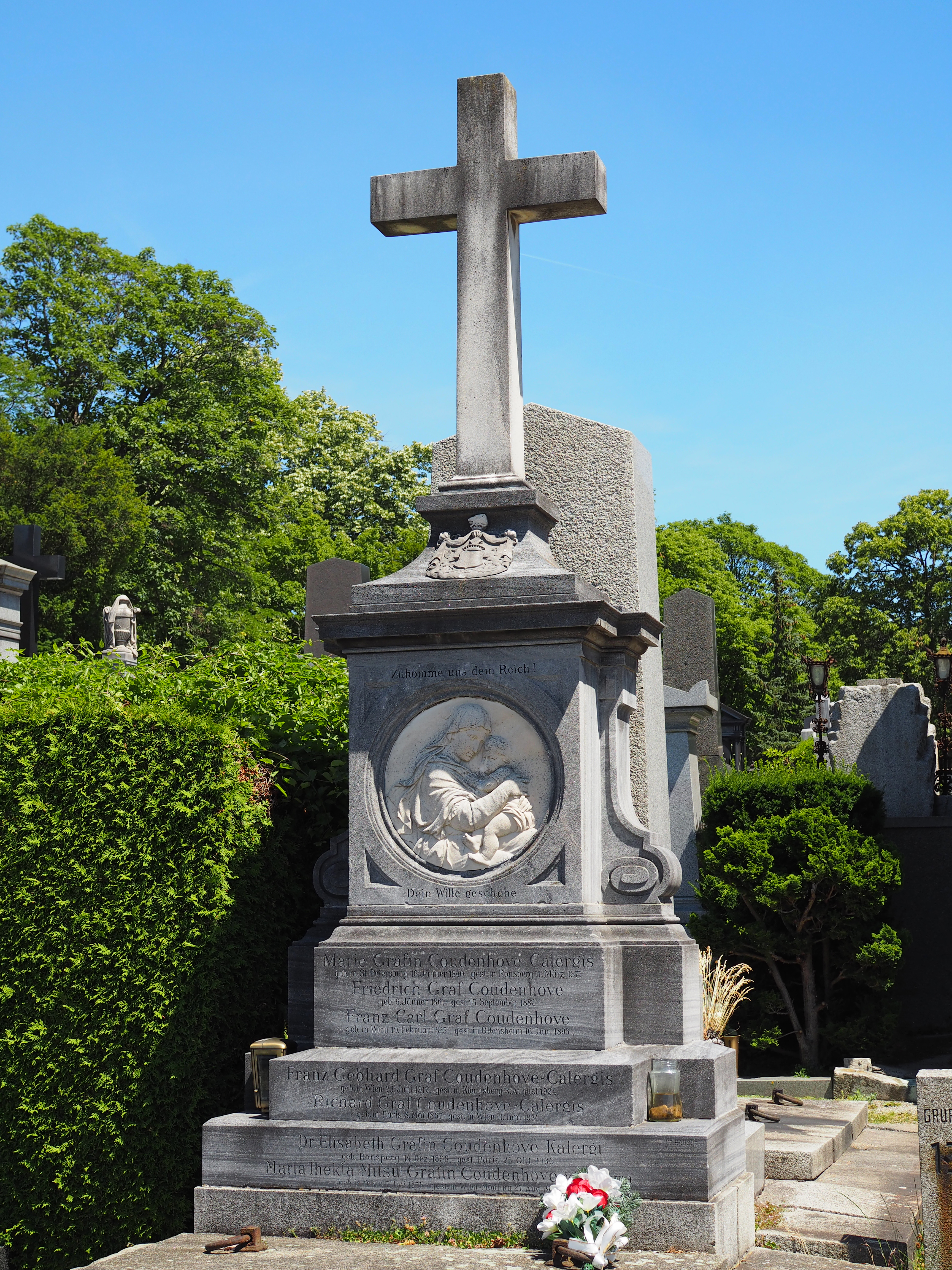
Grab von Franz Karl Graf von Coudenhove auf dem Hietzinger Friedhof

Franz Karl Graf von Coudenhove entstammte einem ursprünglich brabantischen Adelsgeschlecht, das jedoch seit dem 18. Jahrhundert in Kurmainz ansässig war und 1790 in den Reichsgrafenstand erhoben wurde. Sein Vater Franz Ludwig Graf von Coudenhove (1783–1851) war Feldmarschallleutnant in österreichischen Diensten, Adjutant von Erzherzog Franz Karl sowie Oberhofmeister von Erzherzog Ludwig. Seine Mutter war die baltische Baronesse Auguste von Löwenstern (1788–1860).
Coudenhove besuchte ab 1834 das Akademische Gymnasium in Wien und von 1839 bis 1841 das Theresianum. Von ca. 1848 bis 1857 diente er als Offizier, zuletzt im Rang eines Hauptmanns. Bereits 1849 wechselte er in den diplomatischen Dienst, wurde zunächst in der Internuntiatur in Konstantinopel (Istanbul) eingesetzt, 1853 bei der Gesandtschaft in Dresden. Er erreichte 1857 den Rang eines Legationssekretärs und wurde im Jahr darauf nach Rom versetzt, 1859 nach Brüssel. 1862 verließ er den diplomatischen Dienst.
Franz Karl von Coudenhove heiratete 1857 in Paris die polnische Adlige Marie von Kalergi (1840–1877), Tochter der Pianistin Maria Kalergis, er ist somit der Stammvater der Familie Coudenhove-Kalergi. Er erwarb 1863 das Gut Ottensheim (Bezirk Urfahr) im oberösterreichischen Mühlviertel sowie 1864 die Güter Ronsperg/Ronšperk (heute Poběžovice) und Stockau/Pivoň, beide im westböhmischen Bezirk Bischofteinitz. 1871 gehörte er kurzzeitig als Vertreter der Katholisch-Konservativen dem oberösterreichischen Landtag an. 1881 wurde er auf Lebenszeit in das Herrenhaus, das Oberhaus des österreichischen Reichsrates, berufen. Dort wurde er der „Mittelpartei“ zugerechnet.
Coudenhove hatte sechs Kinder. Kurz vor seinem Tod 1893 setzte er seinen noch ungeborenen Enkel Johann Graf Coudenhove-Kalergi, den ältesten Sohn seines ältesten Sohnes Heinrich von Coudenhove-Kalergi, zum Alleinerben ein. Nach seinem Ableben wurde Franz Karl von Coudenhove in der Familiengruft auf dem Hietzinger Friedhof in Wien bestattet.

## Vorfahren und Kinder von Franz Karl Coudenhove
| Georg Louis Baron de Coudenhove * 1734, † 13. Juli 1786 in Aschaffenburg, Kurmainz; Burgmann, Geheimrat                               | Georg Louis Baron de Coudenhove * 1734, † 13. Juli 1786 in Aschaffenburg, Kurmainz; Burgmann, Geheimrat                               | Georg Louis Baron de Coudenhove * 1734, † 13. Juli 1786 in Aschaffenburg, Kurmainz; Burgmann, Geheimrat                                    | Georg Louis Baron de Coudenhove * 1734, † 13. Juli 1786 in Aschaffenburg, Kurmainz; Burgmann, Geheimrat                                    | Georg Louis Baron de Coudenhove * 1734, † 13. Juli 1786 in Aschaffenburg, Kurmainz; Burgmann, Geheimrat                                    | Georg Louis Baron de Coudenhove * 1734, † 13. Juli 1786 in Aschaffenburg, Kurmainz; Burgmann, Geheimrat                                    | | |  |  | ⚭ 9. Juni 1772 in Lüttich mit Sophia Gräfin von Hatzfeldt * 21. Januar 1747 auf Schloss Schönstein, Kurköln, † 21. Mai 1825 in Paris, Frankreich                                                                                | ⚭ 9. Juni 1772 in Lüttich mit Sophia Gräfin von Hatzfeldt * 21. Januar 1747 auf Schloss Schönstein, Kurköln, † 21. Mai 1825 in Paris, Frankreich                                                                                | ⚭ 9. Juni 1772 in Lüttich mit Sophia Gräfin von Hatzfeldt * 21. Januar 1747 auf Schloss Schönstein, Kurköln, † 21. Mai 1825 in Paris, Frankreich                                                                                | ⚭ 9. Juni 1772 in Lüttich mit Sophia Gräfin von Hatzfeldt * 21. Januar 1747 auf Schloss Schönstein, Kurköln, † 21. Mai 1825 in Paris, Frankreich                                                                                | ⚭ 9. Juni 1772 in Lüttich mit Sophia Gräfin von Hatzfeldt * 21. Januar 1747 auf Schloss Schönstein, Kurköln, † 21. Mai 1825 in Paris, Frankreich                                                                                | ⚭ 9. Juni 1772 in Lüttich mit Sophia Gräfin von Hatzfeldt * 21. Januar 1747 auf Schloss Schönstein, Kurköln, † 21. Mai 1825 in Paris, Frankreich                                                                                |
| Georg Louis Baron de Coudenhove * 1734, † 13. Juli 1786 in Aschaffenburg, Kurmainz; Burgmann, Geheimrat                               | Georg Louis Baron de Coudenhove * 1734, † 13. Juli 1786 in Aschaffenburg, Kurmainz; Burgmann, Geheimrat                               | Georg Louis Baron de Coudenhove * 1734, † 13. Juli 1786 in Aschaffenburg, Kurmainz; Burgmann, Geheimrat                                    | Georg Louis Baron de Coudenhove * 1734, † 13. Juli 1786 in Aschaffenburg, Kurmainz; Burgmann, Geheimrat                                    | Georg Louis Baron de Coudenhove * 1734, † 13. Juli 1786 in Aschaffenburg, Kurmainz; Burgmann, Geheimrat                                    | Georg Louis Baron de Coudenhove * 1734, † 13. Juli 1786 in Aschaffenburg, Kurmainz; Burgmann, Geheimrat                                    | | |  |  | ⚭ 9. Juni 1772 in Lüttich mit Sophia Gräfin von Hatzfeldt * 21. Januar 1747 auf Schloss Schönstein, Kurköln, † 21. Mai 1825 in Paris, Frankreich                                                                                | ⚭ 9. Juni 1772 in Lüttich mit Sophia Gräfin von Hatzfeldt * 21. Januar 1747 auf Schloss Schönstein, Kurköln, † 21. Mai 1825 in Paris, Frankreich                                                                                | ⚭ 9. Juni 1772 in Lüttich mit Sophia Gräfin von Hatzfeldt * 21. Januar 1747 auf Schloss Schönstein, Kurköln, † 21. Mai 1825 in Paris, Frankreich                                                                                | ⚭ 9. Juni 1772 in Lüttich mit Sophia Gräfin von Hatzfeldt * 21. Januar 1747 auf Schloss Schönstein, Kurköln, † 21. Mai 1825 in Paris, Frankreich                                                                                | ⚭ 9. Juni 1772 in Lüttich mit Sophia Gräfin von Hatzfeldt * 21. Januar 1747 auf Schloss Schönstein, Kurköln, † 21. Mai 1825 in Paris, Frankreich                                                                                | ⚭ 9. Juni 1772 in Lüttich mit Sophia Gräfin von Hatzfeldt * 21. Januar 1747 auf Schloss Schönstein, Kurköln, † 21. Mai 1825 in Paris, Frankreich                                                                                |
| | | | | | | | |  |  | | | | | | |
| Franz Ludwig Graf von Coudenhove * 24. Januar 1783 in Bingen am Rhein, Kurmainz, † 4. Dezember 1851 in Wien, Österreich               | Franz Ludwig Graf von Coudenhove * 24. Januar 1783 in Bingen am Rhein, Kurmainz, † 4. Dezember 1851 in Wien, Österreich               | Franz Ludwig Graf von Coudenhove * 24. Januar 1783 in Bingen am Rhein, Kurmainz, † 4. Dezember 1851 in Wien, Österreich                    | Franz Ludwig Graf von Coudenhove * 24. Januar 1783 in Bingen am Rhein, Kurmainz, † 4. Dezember 1851 in Wien, Österreich                    | Franz Ludwig Graf von Coudenhove * 24. Januar 1783 in Bingen am Rhein, Kurmainz, † 4. Dezember 1851 in Wien, Österreich                    | Franz Ludwig Graf von Coudenhove * 24. Januar 1783 in Bingen am Rhein, Kurmainz, † 4. Dezember 1851 in Wien, Österreich                    | | |  |  | ⚭ 12. August 1807 in Steinheim am Main, Großherzogtum Hessen mit Catharina Jakobine Auguste Freiin von Löwenstern auf Löwenhof * 24. Januar 1788 in Dorpat, Gouvernement Livland, Russisches Reich, † 24. November 1860 in Wien | ⚭ 12. August 1807 in Steinheim am Main, Großherzogtum Hessen mit Catharina Jakobine Auguste Freiin von Löwenstern auf Löwenhof * 24. Januar 1788 in Dorpat, Gouvernement Livland, Russisches Reich, † 24. November 1860 in Wien | ⚭ 12. August 1807 in Steinheim am Main, Großherzogtum Hessen mit Catharina Jakobine Auguste Freiin von Löwenstern auf Löwenhof * 24. Januar 1788 in Dorpat, Gouvernement Livland, Russisches Reich, † 24. November 1860 in Wien | ⚭ 12. August 1807 in Steinheim am Main, Großherzogtum Hessen mit Catharina Jakobine Auguste Freiin von Löwenstern auf Löwenhof * 24. Januar 1788 in Dorpat, Gouvernement Livland, Russisches Reich, † 24. November 1860 in Wien | ⚭ 12. August 1807 in Steinheim am Main, Großherzogtum Hessen mit Catharina Jakobine Auguste Freiin von Löwenstern auf Löwenhof * 24. Januar 1788 in Dorpat, Gouvernement Livland, Russisches Reich, † 24. November 1860 in Wien | ⚭ 12. August 1807 in Steinheim am Main, Großherzogtum Hessen mit Catharina Jakobine Auguste Freiin von Löwenstern auf Löwenhof * 24. Januar 1788 in Dorpat, Gouvernement Livland, Russisches Reich, † 24. November 1860 in Wien |
| Franz Ludwig Graf von Coudenhove * 24. Januar 1783 in Bingen am Rhein, Kurmainz, † 4. Dezember 1851 in Wien, Österreich               | Franz Ludwig Graf von Coudenhove * 24. Januar 1783 in Bingen am Rhein, Kurmainz, † 4. Dezember 1851 in Wien, Österreich               | Franz Ludwig Graf von Coudenhove * 24. Januar 1783 in Bingen am Rhein, Kurmainz, † 4. Dezember 1851 in Wien, Österreich                    | Franz Ludwig Graf von Coudenhove * 24. Januar 1783 in Bingen am Rhein, Kurmainz, † 4. Dezember 1851 in Wien, Österreich                    | Franz Ludwig Graf von Coudenhove * 24. Januar 1783 in Bingen am Rhein, Kurmainz, † 4. Dezember 1851 in Wien, Österreich                    | Franz Ludwig Graf von Coudenhove * 24. Januar 1783 in Bingen am Rhein, Kurmainz, † 4. Dezember 1851 in Wien, Österreich                    | | |  |  | ⚭ 12. August 1807 in Steinheim am Main, Großherzogtum Hessen mit Catharina Jakobine Auguste Freiin von Löwenstern auf Löwenhof * 24. Januar 1788 in Dorpat, Gouvernement Livland, Russisches Reich, † 24. November 1860 in Wien | ⚭ 12. August 1807 in Steinheim am Main, Großherzogtum Hessen mit Catharina Jakobine Auguste Freiin von Löwenstern auf Löwenhof * 24. Januar 1788 in Dorpat, Gouvernement Livland, Russisches Reich, † 24. November 1860 in Wien | ⚭ 12. August 1807 in Steinheim am Main, Großherzogtum Hessen mit Catharina Jakobine Auguste Freiin von Löwenstern auf Löwenhof * 24. Januar 1788 in Dorpat, Gouvernement Livland, Russisches Reich, † 24. November 1860 in Wien | ⚭ 12. August 1807 in Steinheim am Main, Großherzogtum Hessen mit Catharina Jakobine Auguste Freiin von Löwenstern auf Löwenhof * 24. Januar 1788 in Dorpat, Gouvernement Livland, Russisches Reich, † 24. November 1860 in Wien | ⚭ 12. August 1807 in Steinheim am Main, Großherzogtum Hessen mit Catharina Jakobine Auguste Freiin von Löwenstern auf Löwenhof * 24. Januar 1788 in Dorpat, Gouvernement Livland, Russisches Reich, † 24. November 1860 in Wien | ⚭ 12. August 1807 in Steinheim am Main, Großherzogtum Hessen mit Catharina Jakobine Auguste Freiin von Löwenstern auf Löwenhof * 24. Januar 1788 in Dorpat, Gouvernement Livland, Russisches Reich, † 24. November 1860 in Wien |
| | | | | | | | |  |  | | | | | | |
| Franz Karl Graf von Coudenhove * 19. Februar 1825 in Wien, † 16. Juni 1893 in Ottensheim, Österreich; Großgrundbesitzer und Politiker | Franz Karl Graf von Coudenhove * 19. Februar 1825 in Wien, † 16. Juni 1893 in Ottensheim, Österreich; Großgrundbesitzer und Politiker | Franz Karl Graf von Coudenhove * 19. Februar 1825 in Wien, † 16. Juni 1893 in Ottensheim, Österreich; Großgrundbesitzer und Politiker      | Franz Karl Graf von Coudenhove * 19. Februar 1825 in Wien, † 16. Juni 1893 in Ottensheim, Österreich; Großgrundbesitzer und Politiker      | Franz Karl Graf von Coudenhove * 19. Februar 1825 in Wien, † 16. Juni 1893 in Ottensheim, Österreich; Großgrundbesitzer und Politiker      | Franz Karl Graf von Coudenhove * 19. Februar 1825 in Wien, † 16. Juni 1893 in Ottensheim, Österreich; Großgrundbesitzer und Politiker      | | |  |  | ⚭ 24. Juni 1857 in Paris mit Marie von Kalergi * 5. Januar 1840 in Sankt Petersburg, Russisches Reich, † 11. März 1877 in Ronsperg, Böhmen                                                                                      | ⚭ 24. Juni 1857 in Paris mit Marie von Kalergi * 5. Januar 1840 in Sankt Petersburg, Russisches Reich, † 11. März 1877 in Ronsperg, Böhmen                                                                                      | ⚭ 24. Juni 1857 in Paris mit Marie von Kalergi * 5. Januar 1840 in Sankt Petersburg, Russisches Reich, † 11. März 1877 in Ronsperg, Böhmen                                                                                      | ⚭ 24. Juni 1857 in Paris mit Marie von Kalergi * 5. Januar 1840 in Sankt Petersburg, Russisches Reich, † 11. März 1877 in Ronsperg, Böhmen                                                                                      | ⚭ 24. Juni 1857 in Paris mit Marie von Kalergi * 5. Januar 1840 in Sankt Petersburg, Russisches Reich, † 11. März 1877 in Ronsperg, Böhmen                                                                                      | ⚭ 24. Juni 1857 in Paris mit Marie von Kalergi * 5. Januar 1840 in Sankt Petersburg, Russisches Reich, † 11. März 1877 in Ronsperg, Böhmen                                                                                      |
| Franz Karl Graf von Coudenhove * 19. Februar 1825 in Wien, † 16. Juni 1893 in Ottensheim, Österreich; Großgrundbesitzer und Politiker | Franz Karl Graf von Coudenhove * 19. Februar 1825 in Wien, † 16. Juni 1893 in Ottensheim, Österreich; Großgrundbesitzer und Politiker | Franz Karl Graf von Coudenhove * 19. Februar 1825 in Wien, † 16. Juni 1893 in Ottensheim, Österreich; Großgrundbesitzer und Politiker      | Franz Karl Graf von Coudenhove * 19. Februar 1825 in Wien, † 16. Juni 1893 in Ottensheim, Österreich; Großgrundbesitzer und Politiker      | Franz Karl Graf von Coudenhove * 19. Februar 1825 in Wien, † 16. Juni 1893 in Ottensheim, Österreich; Großgrundbesitzer und Politiker      | Franz Karl Graf von Coudenhove * 19. Februar 1825 in Wien, † 16. Juni 1893 in Ottensheim, Österreich; Großgrundbesitzer und Politiker      | | |  |  | ⚭ 24. Juni 1857 in Paris mit Marie von Kalergi * 5. Januar 1840 in Sankt Petersburg, Russisches Reich, † 11. März 1877 in Ronsperg, Böhmen                                                                                      | ⚭ 24. Juni 1857 in Paris mit Marie von Kalergi * 5. Januar 1840 in Sankt Petersburg, Russisches Reich, † 11. März 1877 in Ronsperg, Böhmen                                                                                      | ⚭ 24. Juni 1857 in Paris mit Marie von Kalergi * 5. Januar 1840 in Sankt Petersburg, Russisches Reich, † 11. März 1877 in Ronsperg, Böhmen                                                                                      | ⚭ 24. Juni 1857 in Paris mit Marie von Kalergi * 5. Januar 1840 in Sankt Petersburg, Russisches Reich, † 11. März 1877 in Ronsperg, Böhmen                                                                                      | ⚭ 24. Juni 1857 in Paris mit Marie von Kalergi * 5. Januar 1840 in Sankt Petersburg, Russisches Reich, † 11. März 1877 in Ronsperg, Böhmen                                                                                      | ⚭ 24. Juni 1857 in Paris mit Marie von Kalergi * 5. Januar 1840 in Sankt Petersburg, Russisches Reich, † 11. März 1877 in Ronsperg, Böhmen                                                                                      |
| | | | | | | | |  |  | | | | | | |
| | | Heinrich Johann Maria Graf Coudenhove-Kalergi * 12. Oktober 1859 in Wien, † 14. Mai 1906 in Ronsperg, Böhmen; Diplomat                     | Heinrich Johann Maria Graf Coudenhove-Kalergi * 12. Oktober 1859 in Wien, † 14. Mai 1906 in Ronsperg, Böhmen; Diplomat                     | Heinrich Johann Maria Graf Coudenhove-Kalergi * 12. Oktober 1859 in Wien, † 14. Mai 1906 in Ronsperg, Böhmen; Diplomat                     | Heinrich Johann Maria Graf Coudenhove-Kalergi * 12. Oktober 1859 in Wien, † 14. Mai 1906 in Ronsperg, Böhmen; Diplomat                     | Heinrich Johann Maria Graf Coudenhove-Kalergi * 12. Oktober 1859 in Wien, † 14. Mai 1906 in Ronsperg, Böhmen; Diplomat                     | Heinrich Johann Maria Graf Coudenhove-Kalergi * 12. Oktober 1859 in Wien, † 14. Mai 1906 in Ronsperg, Böhmen; Diplomat                     |  |  | ⚭ 16. März 1892 in Tokio, Japan mit Mitsuko Aoyama * 7. Juli 1874 in Tokio, † 27. August 1941 in Mödling, Österreich | ⚭ 16. März 1892 in Tokio, Japan mit Mitsuko Aoyama * 7. Juli 1874 in Tokio, † 27. August 1941 in Mödling, Österreich | ⚭ 16. März 1892 in Tokio, Japan mit Mitsuko Aoyama * 7. Juli 1874 in Tokio, † 27. August 1941 in Mödling, Österreich | ⚭ 16. März 1892 in Tokio, Japan mit Mitsuko Aoyama * 7. Juli 1874 in Tokio, † 27. August 1941 in Mödling, Österreich | ⚭ 16. März 1892 in Tokio, Japan mit Mitsuko Aoyama * 7. Juli 1874 in Tokio, † 27. August 1941 in Mödling, Österreich | ⚭ 16. März 1892 in Tokio, Japan mit Mitsuko Aoyama * 7. Juli 1874 in Tokio, † 27. August 1941 in Mödling, Österreich |
| | | | Heinrich Johann Maria Graf Coudenhove-Kalergi * 12. Oktober 1859 in Wien, † 14. Mai 1906 in Ronsperg, Böhmen; Diplomat                     | Heinrich Johann Maria Graf Coudenhove-Kalergi * 12. Oktober 1859 in Wien, † 14. Mai 1906 in Ronsperg, Böhmen; Diplomat                     | Heinrich Johann Maria Graf Coudenhove-Kalergi * 12. Oktober 1859 in Wien, † 14. Mai 1906 in Ronsperg, Böhmen; Diplomat                     | Heinrich Johann Maria Graf Coudenhove-Kalergi * 12. Oktober 1859 in Wien, † 14. Mai 1906 in Ronsperg, Böhmen; Diplomat                     | Heinrich Johann Maria Graf Coudenhove-Kalergi * 12. Oktober 1859 in Wien, † 14. Mai 1906 in Ronsperg, Böhmen; Diplomat                     |  |  | ⚭ 16. März 1892 in Tokio, Japan mit Mitsuko Aoyama * 7. Juli 1874 in Tokio, † 27. August 1941 in Mödling, Österreich | ⚭ 16. März 1892 in Tokio, Japan mit Mitsuko Aoyama * 7. Juli 1874 in Tokio, † 27. August 1941 in Mödling, Österreich | ⚭ 16. März 1892 in Tokio, Japan mit Mitsuko Aoyama * 7. Juli 1874 in Tokio, † 27. August 1941 in Mödling, Österreich | ⚭ 16. März 1892 in Tokio, Japan mit Mitsuko Aoyama * 7. Juli 1874 in Tokio, † 27. August 1941 in Mödling, Österreich | ⚭ 16. März 1892 in Tokio, Japan mit Mitsuko Aoyama * 7. Juli 1874 in Tokio, † 27. August 1941 in Mödling, Österreich | ⚭ 16. März 1892 in Tokio, Japan mit Mitsuko Aoyama * 7. Juli 1874 in Tokio, † 27. August 1941 in Mödling, Österreich |
| | | | | | | | |  |  | | | | | | |
| | | Friedrich Graf Coudenhove-Kalergi * 9. Januar 1861 in Ronsperg, Böhmen, † 15. September 1882 ebenda                                        | | | | | |  |  | | | | | | |
| | | | | | | | |  |  | | | | | | |
| | | | | | | | |  |  | | | | | | |
| | | Johann Dominik Maria Graf Coudenhove-Kalergi * 7. Januar 1863 in Wien, † 12. September 1925 in Deutsch-Ostafrika                           | | | | | |  |  | | | | | | |
| | | | | | | | |  |  | | | | | | |
| | | | | | | | |  |  | | | | | | |
| | | Maria Thekla Walburga Franzisca Gräfin Coudenhove-Kalergi * 31. Mai 1865 in Ronsperg, Böhmen, † 27. März 1933 in Kunštát, Tschechoslowakei | Maria Thekla Walburga Franzisca Gräfin Coudenhove-Kalergi * 31. Mai 1865 in Ronsperg, Böhmen, † 27. März 1933 in Kunštát, Tschechoslowakei | Maria Thekla Walburga Franzisca Gräfin Coudenhove-Kalergi * 31. Mai 1865 in Ronsperg, Böhmen, † 27. März 1933 in Kunštát, Tschechoslowakei | Maria Thekla Walburga Franzisca Gräfin Coudenhove-Kalergi * 31. Mai 1865 in Ronsperg, Böhmen, † 27. März 1933 in Kunštát, Tschechoslowakei | Maria Thekla Walburga Franzisca Gräfin Coudenhove-Kalergi * 31. Mai 1865 in Ronsperg, Böhmen, † 27. März 1933 in Kunštát, Tschechoslowakei | Maria Thekla Walburga Franzisca Gräfin Coudenhove-Kalergi * 31. Mai 1865 in Ronsperg, Böhmen, † 27. März 1933 in Kunštát, Tschechoslowakei |  |  | ⚭ 15. Januar 1889 in Wien mit Franz Joseph Maria Graf Coudenhove-Honrichs * 20. September 1856 in Kecskemét, Ungarn, † 26. Dezember 1912 in Kunštát, Mähren; Sohn von Karl Maria Graf von Coudenhove                            | ⚭ 15. Januar 1889 in Wien mit Franz Joseph Maria Graf Coudenhove-Honrichs * 20. September 1856 in Kecskemét, Ungarn, † 26. Dezember 1912 in Kunštát, Mähren; Sohn von Karl Maria Graf von Coudenhove                            | ⚭ 15. Januar 1889 in Wien mit Franz Joseph Maria Graf Coudenhove-Honrichs * 20. September 1856 in Kecskemét, Ungarn, † 26. Dezember 1912 in Kunštát, Mähren; Sohn von Karl Maria Graf von Coudenhove                            | ⚭ 15. Januar 1889 in Wien mit Franz Joseph Maria Graf Coudenhove-Honrichs * 20. September 1856 in Kecskemét, Ungarn, † 26. Dezember 1912 in Kunštát, Mähren; Sohn von Karl Maria Graf von Coudenhove                            | ⚭ 15. Januar 1889 in Wien mit Franz Joseph Maria Graf Coudenhove-Honrichs * 20. September 1856 in Kecskemét, Ungarn, † 26. Dezember 1912 in Kunštát, Mähren; Sohn von Karl Maria Graf von Coudenhove                            | ⚭ 15. Januar 1889 in Wien mit Franz Joseph Maria Graf Coudenhove-Honrichs * 20. September 1856 in Kecskemét, Ungarn, † 26. Dezember 1912 in Kunštát, Mähren; Sohn von Karl Maria Graf von Coudenhove                            |
| | | | Maria Thekla Walburga Franzisca Gräfin Coudenhove-Kalergi * 31. Mai 1865 in Ronsperg, Böhmen, † 27. März 1933 in Kunštát, Tschechoslowakei | Maria Thekla Walburga Franzisca Gräfin Coudenhove-Kalergi * 31. Mai 1865 in Ronsperg, Böhmen, † 27. März 1933 in Kunštát, Tschechoslowakei | Maria Thekla Walburga Franzisca Gräfin Coudenhove-Kalergi * 31. Mai 1865 in Ronsperg, Böhmen, † 27. März 1933 in Kunštát, Tschechoslowakei | Maria Thekla Walburga Franzisca Gräfin Coudenhove-Kalergi * 31. Mai 1865 in Ronsperg, Böhmen, † 27. März 1933 in Kunštát, Tschechoslowakei | Maria Thekla Walburga Franzisca Gräfin Coudenhove-Kalergi * 31. Mai 1865 in Ronsperg, Böhmen, † 27. März 1933 in Kunštát, Tschechoslowakei |  |  | ⚭ 15. Januar 1889 in Wien mit Franz Joseph Maria Graf Coudenhove-Honrichs * 20. September 1856 in Kecskemét, Ungarn, † 26. Dezember 1912 in Kunštát, Mähren; Sohn von Karl Maria Graf von Coudenhove                            | ⚭ 15. Januar 1889 in Wien mit Franz Joseph Maria Graf Coudenhove-Honrichs * 20. September 1856 in Kecskemét, Ungarn, † 26. Dezember 1912 in Kunštát, Mähren; Sohn von Karl Maria Graf von Coudenhove                            | ⚭ 15. Januar 1889 in Wien mit Franz Joseph Maria Graf Coudenhove-Honrichs * 20. September 1856 in Kecskemét, Ungarn, † 26. Dezember 1912 in Kunštát, Mähren; Sohn von Karl Maria Graf von Coudenhove                            | ⚭ 15. Januar 1889 in Wien mit Franz Joseph Maria Graf Coudenhove-Honrichs * 20. September 1856 in Kecskemét, Ungarn, † 26. Dezember 1912 in Kunštát, Mähren; Sohn von Karl Maria Graf von Coudenhove                            | ⚭ 15. Januar 1889 in Wien mit Franz Joseph Maria Graf Coudenhove-Honrichs * 20. September 1856 in Kecskemét, Ungarn, † 26. Dezember 1912 in Kunštát, Mähren; Sohn von Karl Maria Graf von Coudenhove                            | ⚭ 15. Januar 1889 in Wien mit Franz Joseph Maria Graf Coudenhove-Honrichs * 20. September 1856 in Kecskemét, Ungarn, † 26. Dezember 1912 in Kunštát, Mähren; Sohn von Karl Maria Graf von Coudenhove                            |
| | | | | | | | |  |  | | | | | | |
| | | Richard Joseph Franz Maria Graf Coudenhove-Kalergi * 8. Mai 1867 in Paris, † 11. Juni 1934 in Wien                                         | Richard Joseph Franz Maria Graf Coudenhove-Kalergi * 8. Mai 1867 in Paris, † 11. Juni 1934 in Wien                                         | Richard Joseph Franz Maria Graf Coudenhove-Kalergi * 8. Mai 1867 in Paris, † 11. Juni 1934 in Wien                                         | Richard Joseph Franz Maria Graf Coudenhove-Kalergi * 8. Mai 1867 in Paris, † 11. Juni 1934 in Wien                                         | Richard Joseph Franz Maria Graf Coudenhove-Kalergi * 8. Mai 1867 in Paris, † 11. Juni 1934 in Wien                                         | Richard Joseph Franz Maria Graf Coudenhove-Kalergi * 8. Mai 1867 in Paris, † 11. Juni 1934 in Wien                                         |  |  | ⚭ 2. Mai 1906 in Wien mit Margarette von Seiler * 29. August 1872 in Wien, † 22. Juli 1968 ebenda | ⚭ 2. Mai 1906 in Wien mit Margarette von Seiler * 29. August 1872 in Wien, † 22. Juli 1968 ebenda | ⚭ 2. Mai 1906 in Wien mit Margarette von Seiler * 29. August 1872 in Wien, † 22. Juli 1968 ebenda | ⚭ 2. Mai 1906 in Wien mit Margarette von Seiler * 29. August 1872 in Wien, † 22. Juli 1968 ebenda | ⚭ 2. Mai 1906 in Wien mit Margarette von Seiler * 29. August 1872 in Wien, † 22. Juli 1968 ebenda | ⚭ 2. Mai 1906 in Wien mit Margarette von Seiler * 29. August 1872 in Wien, † 22. Juli 1968 ebenda |
| | | | Richard Joseph Franz Maria Graf Coudenhove-Kalergi * 8. Mai 1867 in Paris, † 11. Juni 1934 in Wien                                         | Richard Joseph Franz Maria Graf Coudenhove-Kalergi * 8. Mai 1867 in Paris, † 11. Juni 1934 in Wien                                         | Richard Joseph Franz Maria Graf Coudenhove-Kalergi * 8. Mai 1867 in Paris, † 11. Juni 1934 in Wien                                         | Richard Joseph Franz Maria Graf Coudenhove-Kalergi * 8. Mai 1867 in Paris, † 11. Juni 1934 in Wien                                         | Richard Joseph Franz Maria Graf Coudenhove-Kalergi * 8. Mai 1867 in Paris, † 11. Juni 1934 in Wien                                         |  |  | ⚭ 2. Mai 1906 in Wien mit Margarette von Seiler * 29. August 1872 in Wien, † 22. Juli 1968 ebenda | ⚭ 2. Mai 1906 in Wien mit Margarette von Seiler * 29. August 1872 in Wien, † 22. Juli 1968 ebenda | ⚭ 2. Mai 1906 in Wien mit Margarette von Seiler * 29. August 1872 in Wien, † 22. Juli 1968 ebenda | ⚭ 2. Mai 1906 in Wien mit Margarette von Seiler * 29. August 1872 in Wien, † 22. Juli 1968 ebenda | ⚭ 2. Mai 1906 in Wien mit Margarette von Seiler * 29. August 1872 in Wien, † 22. Juli 1968 ebenda | ⚭ 2. Mai 1906 in Wien mit Margarette von Seiler * 29. August 1872 in Wien, † 22. Juli 1968 ebenda |
| | | | | | | | |  |  | | | | | | |
| | | Marietta Anna Sophie Viktorie Gräfin Coudenhove-Kalergi * 26. Oktober 1874 in Wien, † 25. Juni 1938 in Bad Tatzmannsdorf, Österreich       | | | | | |  |  | | | | | | |
| | | | | | | | |  |  | | | | | | |